# Miksicus binghami
Miksicus binghami är en skalbaggsart som beskrevs av Gilbert John Arrow 1910. Miksicus binghami ingår i släktet Miksicus och familjen Cetoniidae. Inga underarter finns listade i Catalogue of Life.